# Odon Peterka
Odon Peterka, slovenski pesnik, * 13. marec 1925, Jesenice, † maj 1945, Kočevski Rog.

## Življenje in delo
Rojen je bil 13. marca 1925. Njegov oče je bil Alojz Peterka (1883-1962), soborec  Rudolfa Maistra. Osnovno šolo je Odon obiskoval najprej v Domžalah nato pa še v Ljubljani, kjer se je pozneje vpisal na Klasično gimnazijo. Po pričevanju sestre, Erne, naj bi pričel pisati že zelo zgodaj v osnovni šoli, a se je dela lotil resno šele pozneje v gimnaziji.

### Gonars in domobranstvo
Odona so sedemnajstletnega prijeli Italijani v splošni raciji 29. junija 1942 in ga odpeljali v koncentracijsko taborišče Gonars. Tam je tudi ostal vse do italijanske kapitulacije. Nato je želel nadaljevati šolanje, a je to opustil in se sredi decembra 1943 s prijatelji pridružil Slovenskemu domobranstvu.

### Smrt in zapuščina
Odon Peterka je umrl leta 1945, star dvajset let, v Kočevskem Rogu, odvržen v eno izmed tamkajšnjih jam. V pesmi Moj grob je pesnik zapisal o slutnji bližajoče se smrti in verz iz te pesnitve "Nikdar ne boste našli moje jame" je tudi predvidel svoj nesrečen konec.
Pesnik spada, kakor France Balantič, med [[zamolčani avtorji|zamolčane avtorje]g. Izbiral je tradicionalne lirične oblike (sonete in štirivrstičnice). V Buenos Airesu so izseljenci s pomočjo Uroša Žitnika, ki je pesmi poslal v Argentino, leta 1977 natisnili sedem Peterkovih pesmi (Adventum, Pomlad, Tihožitje, Obeti, Smrti, Moj grob ter Vzdih).